# Bionyt
BioNyt Videnskabens Verden (ISSN 0109-2456) er et dansk populærvidenskabeligt tidsskrift inden for biologi, medicin og anden naturvidenskab. Bladet udgives af Foreningen af Yngre Biologer – Biologisk Forum. 
Bladet blev første gang udgivet i december 1980. Det er typisk på ca. 32 sider og udkommer ca. 4 gange om året. 
Gennem bladets 40-årige eksistens er alle artiklerne blevet skrevet af grundlæggeren, biolog og bibliotekar Ole Terney, bortset fra en håndfuld artikler, som er skrevet af andre. 
Bladet er ofte temanumre, hvor sideantallet kan være større end i de almindelige udgaver. Der er f.eks. udgivet temanumre om stamceller, livets opståen og udvikling, astronomi, husketeknik, influenza, nanoteknologi og klimaændringer. Temaerne beskrives ofte mere dybtgående i spørgsmål-svar form på bladets hjemmeside. 